# Benavente, Mexiko
Benavente är en ort i Mexiko.   Den ligger i kommunen Silao de la Victoria och delstaten Guanajuato, i den centrala delen av landet, 290 km nordväst om huvudstaden Mexico City. Benavente ligger 1 758 meter över havet och antalet invånare är 110.
Terrängen runt Benavente är en högslätt, och sluttar söderut. Runt Benavente är det ganska tätbefolkat, med 207 invånare per kvadratkilometer. Närmaste större samhälle är Silao, 6,0 km norr om Benavente. Trakten runt Benavente består till största delen av jordbruksmark.